# Ditassa lenheirensis
Ditassa lenheirensis là một loài thực vật có hoa trong họ La bố ma. Loài này được Silveira mô tả khoa học đầu tiên năm 1908.